# エルツヘルツォーク・フェルディナント・マックス級装甲艦
| エルツヘルツォーク・フェルディナント・マックス級戦艦                                | エルツヘルツォーク・フェルディナント・マックス級戦艦                        |
| ----------------------------------------------------------------------------------- | --------------------------------------------------------------------------- |
| 写真は「エルツヘルツォーク・フェルディナント・マックス（Erzherzog Ferdinand Max）」 |                                                                             |
| 艦級概観                                                                            |                                                                             |
| 艦種                                                                                | 装甲艦                                                                      |
| 艦名                                                                                | 人名                                                                        |
| 前級                                                                                | カイザー・マックス級                                                        |
| 次級                                                                                | リッサ                                                                      |
| 性能諸元                                                                            |                                                                             |
| 常備                                                                                | 5,130トン                                                                   |
| 全長                                                                                | 83.75m                                                                      |
| 水線長                                                                              | 79.97m                                                                      |
| 全幅                                                                                | 15.96m                                                                      |
| 吃水                                                                                | 7.1m                                                                        |
| 機関                                                                                | 型式不明石炭専焼円缶-基 +レシプロ機関1基1軸推進                             |
| 最大出力                                                                            | 2,915hp                                                                     |
| 最大速力                                                                            | 12.5ノット(機関航行時)                                                      |
| 航続距離                                                                            | -ノット/-海里                                                               |
| 乗員                                                                                | 511名                                                                       |
| 兵装                                                                                | 17.8cm：48ポンド滑腔砲16基 6cm：8ポンド滑腔砲4基 4.7cm（43口径）単装機砲2基 |
| 装甲（鉄製）                                                                        | 舷側：123 mm 甲板：なし 砲郭部：110mm（平面部）                             |

エルツヘルツォーク・フェルディナント・マックス級装甲艦 (SMS Erzherzog Ferdinand Max Klass) は、オーストリア＝ハンガリー帝国海軍が建造した装甲艦の艦級である。1866年のリッサ海戦ではオーストリア艦隊の主力の一翼を担い、ネームシップのエルツヘルツォーク・フェルディナント・マックスはオーストリア艦隊の旗艦となった。
１番艦であるエルツヘルツォーク・フェルディナント・マックスの艦名は、マックス（Max）と愛称され、オーストリア帝国海軍の近代化に尽力したフェルディナント・マクシミリアン大公に由来する。エルツヘルツォーク・フェルディナント・マックスはリッサ海戦においてイタリア王国の「レ・ディタリア」を衝角攻撃で撃沈したことで有名である。

## 同型艦
- エルツヘルツォーク・フェルディナント・マックス（英語版）（Erzherzog Ferdinand Max）
- ハプスブルク（英語版）（Habsburg）